# Río Ora (Estonia)
El río Ora es un río del este de Estonia que nace en el municipio de Võru y fluye durante 39 km hasta desaguar en el río Ahja que es un afluente del Emajõgi, el cual desemboca en el lago Peipus. Su cuenca hidrográfica tiene una extensión de 181 km².